# 1,2,4-butantriolo
L'1,2,4-butantriolo è un alcol con tre gruppi idrossilici idrofili. Si presenta come un liquido viscoso, limpido o leggermente giallo, inodore, igroscopico e infiammabile. Trattasi di una molecola chirale, con due possibili enantiomeri.
Può essere sintetizzato con diversi metodi come l'idroformilazione del glicidolo e la successiva riduzione del prodotto, la riduzione con boroidruro di sodio dell'acido malico esterificato o l'idrogenazione catalitica dell'acido malico. Tuttavia, di crescente importanza è la sintesi biotecnologica utilizzando batteri Escherichia coli e Pseudomonas fragi geneticamente modificati.
L'1,2,4-butantriolo è utilizzato nella produzione di butantriolo trinitrato (BTTN), un importante propellente militare. È anche usato come precursore di due farmaci per abbassare il colesterolo, Crestor e Zetia, che derivano dall'acido D-3,4-diidrossibutanoico, utilizzando 3-idrossi-gamma-butirrolattone come sintone chirale. È come uno dei monomeri per la produzione di alcuni poliesteri e come solvente.